# Wugong Dao
Wugong Dao (chinesisch 武功島) ist eine längliche Insel vor der Ingrid-Christensen-Küste des ostantarktischen Prinzessin-Elisabeth-Lands. Sie liegt 1,7 km südlich der Insel Dålkøy und wird von den Eismassen der Mündung des Dålk-Gletschers in die Prydz Bay umschlossen.
Chinesische Wissenschaftler benannten sie im Jahr 1999. Der weitere Benennungshintergrund ist nicht überliefert.